# Quartier (Archäologie)

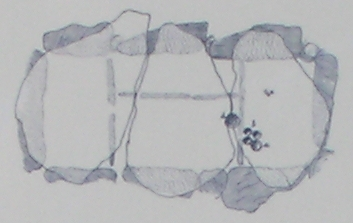
Holsteiner Kammer mit drei Quartieren (Bunsoh)

Als Quartiere bezeichnete der Archäologe Ewald Schuldt die Unterteilungen des Kammerbodens einer Megalithanlage durch (zumeist) senkrecht aufgestellte Steinplatten. In Dänemark wird von Gulvinddelinger, in Schweden von Sektionen gesprochen.
Quartiere in derselben Kammer (bis zu 18 wurden gezählt) können unterschiedliche Bodenpflasterung aufweisen. Unterschiedlich gepflasterte Bodenflächen ohne Begrenzung werden jedoch nicht als Quartiere bezeichnet. Im Dolmen von Alt Duvenstedt nördlich von Rendsburg ist die Grabsohle eben. Im Westteil lag das Pflaster jedoch auf einer Breite von 0,6 m, etwa 5–8 cm höher als im Ostteil.

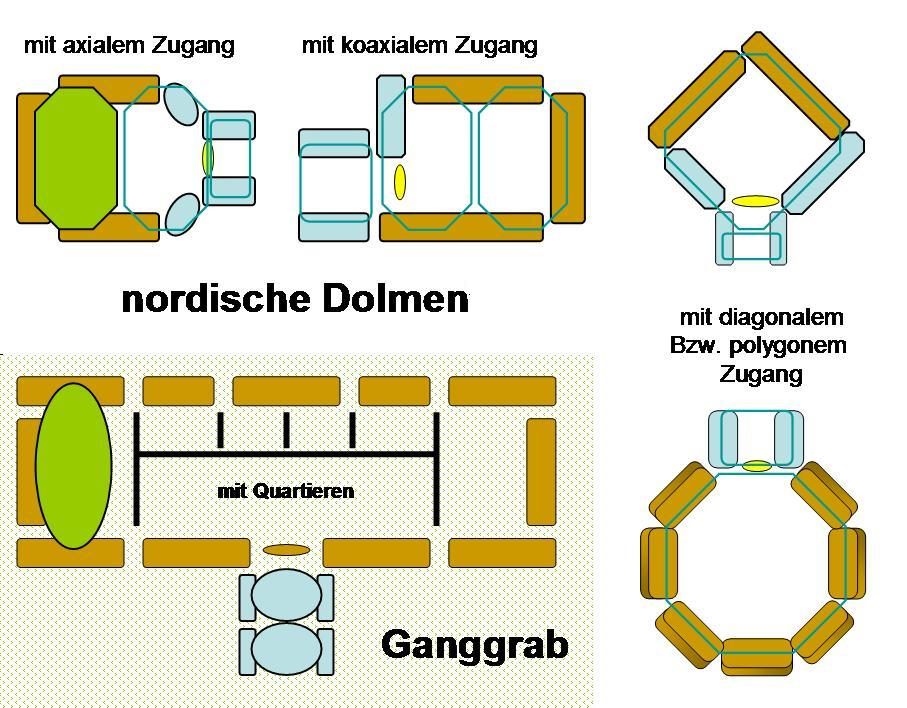
Links unten – Ganggrab mit Quartieren

## Beschreibung
Durch Quartiere besonders stark gegliedert sind die Kammerdielen Mecklenburg-Vorpommerns und Schwedens (im hercynischen Raum auch manche Steinkisten). Viel mehr Kammern der Megalithanlagen haben allerdings ungeteilte Dielen. Bei anderen Kammern (insbesondere in Dänemark, vereinzelt auch in Schleswig-Holstein) sind nur die Enden abgeteilt, so dass sich wie bei den zeitnahen Holzbauten besonderen Zuschnitts, die es seit der Einzelgrabkultur (Grabhügel von Trappendal) im Norden gibt und die noch in Wikingerburgen auftauchen (Trelleborg), ein dreigeteilter Bereich ergibt. Die Kammer des Ganggrabes im Rævehøj bei Slots Bjergby, nahe Slagelse auf Seeland ist beidseitig, die im Denghoog auf Sylt und beim Ganggrab von Busdorf, nur an der Ostseite abgeteilt. Im Dolmen von Süderende war eine Quartiereinteilung als winzige Mauer ausgeführt.

## Deutschland

### Schleswig-Holstein
In Schleswig-Holstein sind fünf Ganggräber und zwei Polygonaldolmen mit Quartieren ausgestattet. In seiner Abhandlung von 1938 stellt Ernst Sprockhoff fest, dass die Toten nicht immer frei in den Raum gelegt wurden, sondern dass man denselben durch kleine Platten in Quartiere einteilte. Als Beispiel führt er die Megalithanlage (Grab III) bei Hemmelmark, im Kreis Rendsburg-Eckernförde an. Diese Anordnungen stimmen am ehesten mit denen in Dänemark überein. Im Denghoog war der Ostteil der ovalen Kammer vom übrigen Raum durch fünf hochkant gestellte Steinplatten abgetrennt, die 25 cm über die Bodenebene aufragen. Neben ihnen lag eine Reihe von kleineren Steinen. Dasselbe gilt für eine Megalithanlage bei Flehm, Kreis Plön in Ostholstein, wo in den schmalen Enden der Kammer Trennwände aus 30–40 cm großen, dünnen Fliesen von annähernd quadratischer Form gefunden wurden. Im Ganggrab von Missunde, Kreis Eckernförde war der Westteil der Kammer in einer Breite von 60 cm durch hochkant stehende, 30 cm hohe Platten abgetrennt". In Grammdorf, Kreis Oldenburg in Holstein stieß man im Nordteil der Kammer auf eine ähnliche Abtrennung. Die Kammer des Großsteingrabes von Bunsoh bei Albersdorf, Kreis Süderdithmarschen war symmetrisch aufgeteilt durch drei Wände aus 9 dünnen Steinplatten, die 20–25 cm über die Bodenfläche reichten.

### Mecklenburg
In Mecklenburg wurden Quartiere von Ewald Schuldt sowohl als primäre als auch sekundäre Installationen erkannt, so dass am Anfang der Entwicklung offenbar quartierlose Dielen standen. Der Zeitraum, während dessen die Trennwände entstanden, ist jedoch nur ungenau eingrenzbar. Da Nachnutzungen (z. B. durch die Träger der KAK) auch in ausgeräumte, unparzellierte Anlagen erfolgten, fallen Trenneinbauten eher in die Nutzungsmitte. In 27 der 106 ausgegrabenen Anlagen fand Schuldt insgesamt 91 Quartiere. Die zwischen 0,3 m² und über 1,5 m² großen Bereiche kommen pro Anlage zwischen einem und neun Mal vor.

### Galeriegräber
Bei hessisch-westfälischen Galeriegräbern wird zuweilen (Kammer von Liebenburg) eine Unterteilung der Kammer durch querliegende Steine oder Unterschiede im Bodenpflaster beobachtet, auf die die Lagerung der Skelette Rücksicht nahm.

## Schweden
Auch bei schwedischen Ganggräbern und megalithischen Steinkisten ist die Parzellierung vertreten. Im Gebiet von Hagestad im Südosten der schwedischen Provinz Schonen besitzt das Ganggrab von Carlshögen zwei übereinander liegende Dielen. Die obere, etwa um 2100 v. Chr. erstellte Diele weist keine Parzellierung auf. Sie wird nicht mehr der Trichterbecherkultur (TBK) zugeschrieben. Einige Dezimeter darunter liegt die neunfach unterteilte etwa 3000 v. Chr. entstandene Primärdiele. Da die Dielen innerhalb der neun Sektionen von Carlshögen aus uneinheitlichem Material bestehen, liegt es nahe, dass sie sukzessiv entstanden bzw. in dieser Weise mit ihrer Dielung versehen wurden. Eine fragmentarische Quartiereinteilung von Katelbogen bei Bützow in Mecklenburg stützt die Vermutung einer sukzessiven Dielengestaltung. Aber nicht nur geschlossene Abteilungen, mitunter sogar von oben abgedeckt entstanden. Im Ganggrab Vetterlingsgården bei Falköping waren 18 Nischen nur durch seitliche Platten markiert.

## Schwedische Anlagen mit Sektionen
(nach M. Strömberg)
- Schonen:
  - Åsahögen von Kvistofta (zweigeteilt)
  - Megalithanlagen von Hagestad Gem. Löderup Carlshögen (7) und Ramshög
  - Fjälkinge Nr. 3, Gem. Fjälkinge (ungesichert)
  - Fjärestad Nr. 1, Gem. Fjärestad
  - Gantoftadösen, Gem. Kvistofta
  - Skreppshög, Ingelstorp Nr. 25, (5) Gem. Ingelstorp
  - Örenäsgånggriften Gem. Glumslöv (ungesichert)
  - Storegården. Gem. Barsebäck
  - Tågarp Nr. 5, Gem. Öster Tommarp (13 Sektionen)

- Halland:
  - Tolarp, Gem. Snöstorp

- Västergötland:

- - Fiskaregården, Gem. Varnhem
  - Gem. Falköping-West Nr. 20
  - Klövagården, Gem. Karleby
  - Logården, Gem. Karleby
  - Mellomgården, Gem. Nr. Lundby

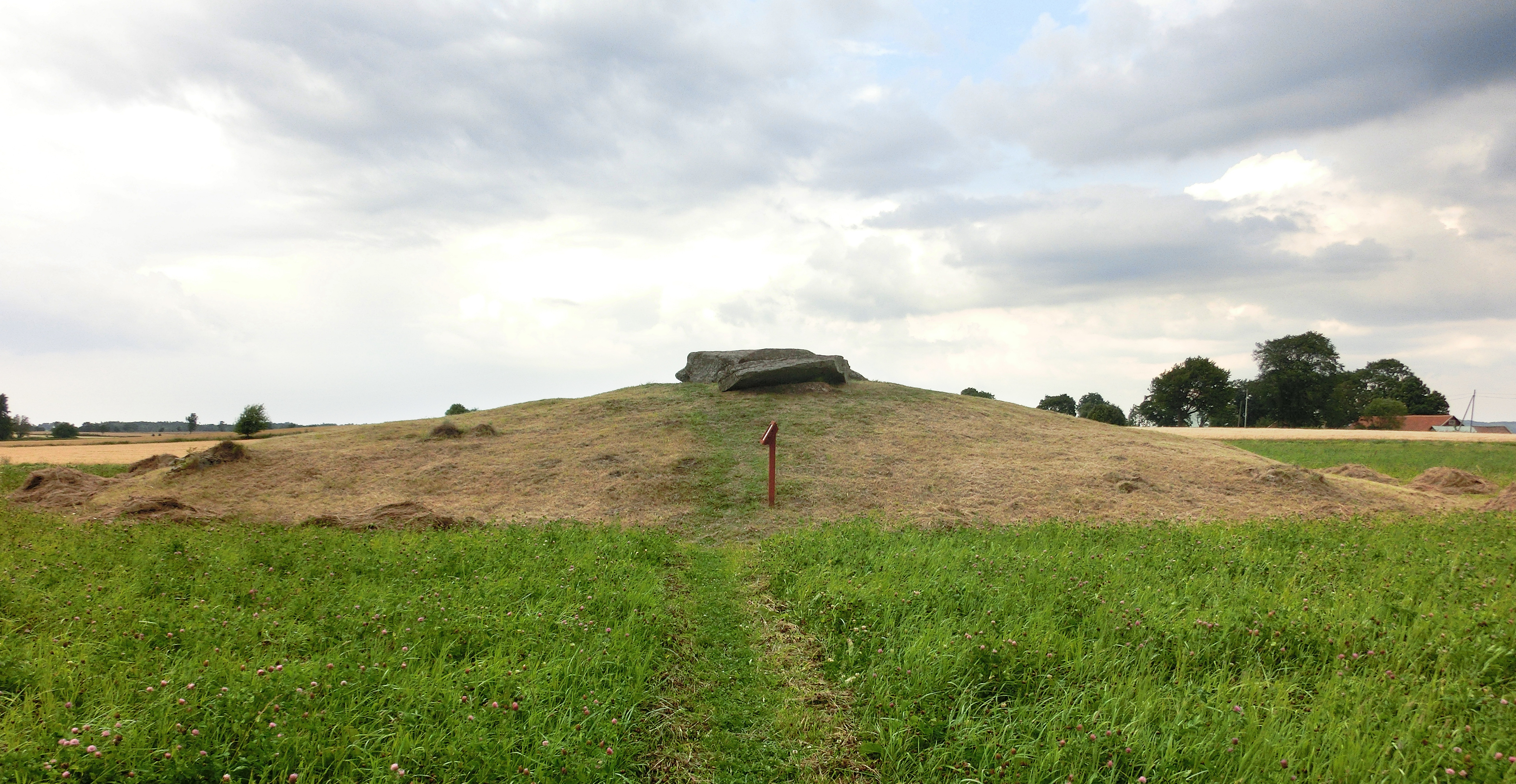
Logården oder Logårds kulle

  - Nils Olofsgården, Gem. Nr. Lundby
  - Onskulle, Axevalla, Gem. Skärv
  - Prästgården, Gem. Hångsdala
  - Rössberga, Gem. Valtorp
  - Vetterlingsgården, Gem. Falköping
  - Vilhelmsberg, Gem. Falköping

## Dänische Anlagen mit Quartieren
(nach M. Strömberg)
In Dänemark handelt es sich oftmals um Abtrennungen, die die Größe von Steinkisten erreichen. Die Quartiere (dän. Gulvinddelinger) sind den deutschen und schwedischen darin ähnlich, dass es sich um niedrige Wände handelt, die einen Raum lediglich markieren. Ansonsten unterscheiden sie sich von den deutschen und schwedischen, vor allem von den kleinen Quartieren Västergötlands, durch ihre Größe. Auch in Bezug auf ihre Anzahl pro Anlage ist der Unterschied erheblich, da es in Dänemark nur vereinzelt Abtrennungen gib, während in Anlagen von Mecklenburg und Schweden viele Quartiere vorkommen.
- Seeland
  - Im Doppelganggrab Lodneshøj Gemeinde Sneslev (Klaus Ebbesen Nr. 1372) stieß man 1884 auf eine rechteckige Kiste von 1,8 m Länge und 60 cm Breite. Eine Platte war 30 cm hoch, die anderen niedriger.
  - Im Doppelganggrab Ormshøj, Gemeinde Årby, das 1879 untersucht wurde, war eine quadratische Fläche von etwa 0,5 × 0,5 m abgeteilt. Im anderen Teil der Anlage erkennt man auf dem Plan eine ovale Umhegung von etwa 1,6 m Länge und 90 cm Breite.
  - Im Doppelganggrab Hyldedysse von Rørby fand man 1887 gegenüber der Gangmündung in jeder Kammer, ein mittelgroßes Quartier aus Platten, die 15 cm über die Bodenebene hinauf reichten.
  - In einem Ganggrab bei Ejby, Gemeinde Rye fand man 1870 Platten, die etwa 30 cm hoch waren und eine Umhegung bildeten, die etwa 60 cm von der Längsseite in die Kammer hineinreichte.
  - Das Ganggrab Baunehøj, auch Bavnehøj, Gemeinde Kirke Helsinge wurde 1924 untersucht. In der 6,45 m langen Kammer befanden zwei 10–20 cm hoch stehende Platten, die einen etwa 1,8 m langen und 80 cm breiten Raum abtrennten.
  - Im Ganggrab Rævehøj bei Slots Bjergby, dessen Kammer 7,5 × 1,4–2,0 m groß ist, sind nahe den Enden zwei 1,0 bzw. 1,4 m lange Steinplatten in den Boden eingegraben. Hierdurch wird die Kammer dreifach unterteilt.

- Jütland
  - Im 1960 untersuchten Ganggrab Dall II, Gemeinde Dall, südlich von Aalborg, deren Kammer etwa 6,5 × 3,0 m misst, fand man zwei Quartiere von 1,6 bzw. 2,0 m Länge und 60–70 cm Breite.
  - Im Ganggrab auf dem Tustruper Gräberfeld, Gemeinde Nørager, war ein Stück der 10 m langen Kammer durch eine lange Platte abgetrennt, die etwa 20 cm über den Bodenbelag herausragt. Hier deuten die Umstände darauf hin, dass die Trennwand zur ursprünglichen Konstruktion des Ganggrabes gehört.
  - Im Ganggrab von Hulbjerg, Gemeinde Magleby, auf Langeland fand H. Berg 1960–61 sechs (von ursprünglich sieben) eingegrabenen Platten, die das südliche Giebelende abteilten (d. h. 0,8 × 1,65 m).
  - Nordman erwähnt weitere jütländische Gräber mit Quartieren, wie das Ganggrab in Tolstrup, Gemeinde Aars und eines in der Gemeinde Fjellerup.

Quartierähnliche Unterteilungen des Innenraumes von Megalithanlagen finden sich auch außerhalb der nordischen Megalitharchitektur.

## Großbritannien, Irland, Kanalinseln
In Irland und Großbritannien kommen verschiedene Formen der Aufteilung von Megalithanlagen vor. Abgesehen davon, dass die Steinplatten der Stalled Cairns jedoch erheblich höher sind, findet sich hier lediglich ein Äquivalent zu den dänischen „internen Kisten“. In der Megalithanlage bei Unival, einem Ganggrab im Westen der Hebrideninsel North Uist in Schottland, fand man in einer Kammerhälfte eine aus dünnen Platten gebaute Kiste. Es gibt aber hier keine Anlagen mit niedrigen Trennwänden.
In Irland fand O’Kelly im Wedge Tomb von Baurnadomeeny im County Tipperary ebenfalls eine kleine „interne Kiste“ aus niedrigen Platten.
Das Ganggrab von „Mont Ube“ auf der Insel Jersey hat in seiner Kammer abgeteilte Räume. Hier scheinen die Trennwände an den Seiten jedoch höher gewesen zu sein und nur zur Kammermitte aus niedrigen Platten bestanden zu haben. Eine verlegte Megalithanlage bei „Mont de la Ville“, auf Jersey hat fünf oder sechs Nischen, die wenigstens einen Meter breit waren. Auf jeder lag ein Deckstein. Ihre Höhe betrug etwa 1,2 m.

## Frankreich und die Iberische Halbinsel
Verschiedentlich wurde ein Zusammenhang zwischen Frankreich und Västergötland betont (Lili Kaelas 1919–2007). In einem Doppelgrab bei Kerléven, im Département Finistère fanden sich in der einen Kammer kleine Querwände, die Ähnlichkeit mit denen in den Ganggräbern Västergötlands haben, zum anderen stehen in der Verlängerung des Ganges Steine in der Kammer (was auch in anderen französischen Gräbern vorkommt, aber als Schwellenstein anzusehen ist), wodurch eine Kammeraufteilung entsteht, die sich formal mit den Verhältnissen im Rævehøj auf Seeland aber auch mit dem Ganggrab von Rössberga, Gem. Valtorp in Västergötland vergleichen lässt. Wie L. Kaelas betont, gibt es in Frankreich auch die Aufteilurig der Kammer durch eine quer verlaufende Wand, die auch in einigen dänischen und deutschen Anlagen und im Asahögen in Schonen vorkommt. Eine eigenartige Kammer bei Penar-ar-Menez, im Département Finistère enthielt mehrere kleine Kisten von Dimensionen, die denen von Carlshögen ähneln.
Kammeraufteilungen auf der Iberischen Halbinsel haben Georg und Vera Leisner in einer Reihe von Fällen festgestellt. Es kommen durch niedrige Steine abgetrennte Räume vor, die Übereinstimmungen mit Verhältnissen in Schonen aufweisen; es gibt auch interne Kisten von dem in Dänemark, Deutschland und auf den Britischen Inseln vorkommenden Typ. z. B. in der Anta von Pavia in Portugal.